# Praça de Londres
A Praça de Londres, é uma praça do Bairro do Areeiro, desenhada em 1938 pelo arquitecto e urbanista João Faria da Costa, na freguesia do Areeiro (São João de Deus). Ao meio da praça encontra-se um jardim, do lado Oeste a Igreja de São João de Deus, do arq. António Lino, a Nordeste a Torre desenhada por Cassiano Branco, a Noroeste a sede do Ministério do Trabalho e da Solidariedade Social, do arq. Sérgio Andrade Gomes e, a Sudeste, a Pastelaria Mexicana, desenhada pelo arq. Jorge Ferreira Chaves.
No extremo Sul do jardim existe uma estátua homenageando Guerra Junqueiro do escultor Lagoa Henriques.
Neste jardim costuma realizar-se duas vezes por mês, o Encontro Mensal de Coleccionismo, Antiguidades e Alfarrabismo.